# フランティシェック・ストラカ
フランティシェク・"フランツ"・ストラカ（František "Franz" Straka, 1958年5月28日 - ）は、チェコスロバキア（現チェコ）・チェスケー・ブジェヨヴィツェ出身の元同国代表サッカー選手、現サッカー指導者。現役時代のポジションはディフェンダー（スイーパー）。
2009年にチェコ代表の監督を務めた。

## クラブ歴
1979年から1988年まで国内リーグの強豪ACスパルタ・プラハでイヴァン・ハシェクやユーリウス・ビエリクと共にプレー。守備の要として223試合に出場し10得点の結果を残した。
チェコスロバキアを含む共産圏では30歳になるまで国外への移籍は禁止されていた。そのため国際レベルのDFとしての実力を持ち、実際にドイツのクラブからオファーがあったのにも関わらず国外への移籍を実現できずにいた。満30歳となった1988年から1994年までドイツ・ブンデスリーガや同2部でプレー。所属したクラブはボルシア・メンヒェングラートバッハ、 1.FCケルン、ハンザ・ロストック、ヴッパーターラーSVボルシア。ドイツでは計179試合出場4得点を記録した。

## 代表歴
チェコスロバキア代表の守備の中心選手として1983年から1990年までプレー。ヨゼフ・ヴェングロシュ監督の下、1990年のイタリア・ワールドカップにも主力選手として出場。準々決勝まで進出するが、その後優勝を果たすドイツを相手に0-1で敗戦を喫した。本大会での背番号は6番。

## 指導歴

### 国内での指揮
現役引退後は指導者の道へ進む。2002-03シーズンよりFKテプリツェのアシスタントコーチを務めると、9月には監督へ昇格。初年度から国内カップ優勝に導いた。これにより出場権を得た翌シーズンのUEFAカップでは1.FCカイザースラウテルン、フェイエノールトなどの強豪を破り本大会3回戦に進出し、テプリツェの奇跡と称された。
2004年3月30日からはACスパルタ・プラハの監督に就任。2004-05シーズンのリーグ戦では2位と9ポイント差で首位を走るが、「UEFAチャンピオンズリーグ本大会で勝利を挙げることが出来なかったこと」（クラブ発表）との理由から解雇された。しかし実際の理由はサポーターの間で非常に人気が高かったストラカをクラブ会長が嫉んだためと言われている。ストラカの解任後、熱狂的なサポーター2000人がクラブハウスの前で抗議デモを起こした。

### アーレン
2005年3月、LRアーレンの監督に就任する。2部リーグ最下位のクラブを13位に引き上げ残留に導くと、シーズンいっぱいまでとなっていた契約を延長。翌シーズンは開幕10試合で未勝利に終わり、10月25日に辞任することを表明した。

### ヴィクトリア・プルゼニ
2006年4月1日、FCヴィクトリア・プルゼニの会長の要請により短期的に監督を引き受ける。降格圏に沈んでいたクラブを数週間で立て直し、最終節アウェーでの古巣スパルタ・プラハ戦で3-1の勝利を収め1部リーグ残留を果たす。クラブの財政的な事情によりシーズンを終えると退団した。

### ヴァッカー・ティロール
アルバニア代表監督就任がほぼ確定していたが、オーストリアのFCヴァッカー・ティロールからオファーを受けたことにより代表監督を辞退した。2006年6月1日から正式にヴァッカーの指揮官となる。昨シーズンにリーグ9位と残留争いをしていたクラブを数ヶ月間で立て直し、多くの地元出身の若手選手を抜擢。同時にチェコのネットワークを利用し数人のベテランチェコ人選手を格安の移籍金で獲得、リーグ上位を狙えるチームを作り上げた。2006年11月12日、ヴァッカー・ティロールと比較し12倍の年間予算を誇るレッドブル・ザルツブルクを2-1で破り、クラブのファンを熱狂させた。しかし翌年3月から5連敗を喫すると、4月19日にクラブとの双方合意に基づき契約を解除した。

### ディナモ・チェスケー・ブジェヨヴィツェ
2007-08シーズンは、かつてユース時代を過ごしたSKディナモ・チェスケー・ブジェヨヴィツェを率いる。

### OFI
翌シーズンはギリシャのOFIクレタに招聘されるが、成績不振により11月7日に解任となった。

### チェコ代表
2009年5月11日、チェコ代表の監督に就任した。短期的な契約であり、唯一指揮したマルタ代表との親善試合を1-0の勝利で終えると、イヴァン・ハシェクにその座を譲った

### ルジョムベロク
2009-10シーズン、開幕から8試合を終えてスロバキアリーグで最下位に喘ぐMFKルジョムベロクからのオファーを受諾。最終的にリーグ5位に引き上げたが、クラブの財政難によりシーズン限りで契約満了となった。

### ノース・クイーンズランド・フューリー
2010年6月、Aリーグのノース・クイーンズランド・フューリーFCの監督に就任。翌シーズンも指揮を続ける意向を示していたが、2011年3月にクラブが破産し退団した。引き続きオーストラリアに留まる意向を示しメルボルン・ヴィクトリーFCの監督候補として手を挙げたが、契約には至らなかった。

### アルカ・グディニャ
2011年3月23日より、エクストラクラサのアルカ・グディニャの指揮官に就任。リーグ15位と降格圏に沈む中で任を受けたが、順位を浮上させることはできずシーズンいっぱいで契約満了となる。

### スラヴィア・プラハ
2011年10月4日にSKスラヴィア・プラハの監督に招聘されるが、ライバルクラブであるスパルタ・プラハのレジェンドとして知られていたためスラヴィアのサポーターが反発。さらにはスパルタのフーリガンからも裏切り者として扱われ、自宅に侵入され落書きされるといった被害を受ける。ボディガードを雇うなどの措置をとったが、家族への危害を恐れ2012年3月8日に辞任した

### プシーブラム
2013年3月11日に1. FKプシーブラムと2年契約を締結。最下位にあったクラブを最終的にリーグ11位に導いた。翌2012-13シーズンは開幕10試合で2勝と低迷し、MOLカップでFKデュクラ・プラハに0-4で大敗すると10月7日に契約解除となった。

### スロヴァン・ブラティスラヴァ
2014-15シーズンよりSKスロヴァン・ブラティスラヴァの指揮官となるが、直近10試合で1勝という中で2014年10月6日に解任された。

### 中東時代
2016年12月28日にイスマイリーSCと1年半の契約を締結したが、4か月経たずに解任となった。7月からはスムーハSCに招聘され、再びエジプト・プレミアリーグのクラブを率いた。
2018年はレバノンのアル・アンサール・ベイルートを指揮。

### カルヴィナー
2019年3月13日にMFK OKDカルヴィナーに招聘されたが、翌2019-20シーズンはリーグ下位に沈み11月11日に解任された。

## 人物
10年間プレーしたドイツの国籍も保有しており、ファーストネームはドイツ語風にフランツ (Franz) とも称される。
相手の分析や選手とのコミュニケーション及びモチベーション能力が高く、選手達のポテンシャルを引き出し、短期的に結果を残すことが出来る監督として知られている。選手からの人望も厚くEURO2008後のチェコ代表監督最有力候補として名前が挙がっていた。ドイツの名将クリストフ・ダウムとは旧知の仲である。
ヴァッカー・ティロールでは「熱い魂を持つ監督」としてサポーターの間で「ここ20年間で最も人気の高い監督」に選ばれた。
ノーザン・フューリー時代にはそのキャラクターやファッションセンスからサポーターの人気を集めた。

## タイトル
テプリツェ
- ポハール・チェスケー・ポシュスティ : 2002-03

スパルタ・プラハ
- チェコ・カップ : 2003-04

スロヴァン・ブラティスラヴァ
- スロバキア・スーパーカップ（英語版）: 2014